# Буреть (Буретское сельское поселение)
Буре́ть — село в Боханском районе Иркутской области России. Административный центр Буретского муниципального образования. 

## География
Находится на правом берегу Ангары, при впадении в неё реки Буретской, в 40 км к юго-западу от районного центра — посёлка Бохан.

## История
Было заселено до 1700 года, т.к. обозначено в "Чертежной книге"  Семена Ульяновича Ремезова (1642–1720) на чертеже земли Иркутской.

## Население
| 2002 | 2010  | 2011  | 2012  |
| ---- | ----- | ----- | ----- |
| 1090 | ↘1074 | →1074 | ↗1084 |

По данным Всероссийской переписи, в 2010 году в селе проживали 1074 человека (533 мужчины и 541 женщина).

## Инфраструктура
Средняя общеобразовательная школа, Социально-культурный центр «Ангара», детский сад, церковь пророка Иоанна, врачебная амбулатория.

## Археология
На основании близости инвентаря со стоянок Буреть, Мальта́ и Ачинская выделяется мальтинско-буретская культура.